# Cagayan Valley
Cagayan Valley je jedna od 17 regija u Filipinima. Središte regije je u gradu Tuguegarao Cityju. Cagayan Valley je poznata kao Regija II. Susjedne filipinske regije su Administrativna regija Cordillera na zapadu, Ilocos na sjeverozapadu i jugozapadu te Središnji Luzon na jugu.

## Stanovništvo
Prema podacima iz 2010. godine u regiji živi 3.229.163 stanovnika dok je prosječna gustoća naseljenosti 104 stanovnika na km².

## Podjela
Regija je podjeljena na pet pokrajina, četiri grada, 89 općina i 2.311 barangaya. 
| Pokrajina | Pokrajina     | Središte        | Stanovništvo (2010.) | Površina (km²) | Gustoća (na km²) |
| --------- | ------------- | --------------- | -------------------- | -------------- | ---------------- |
|           | Batanes       | Basco           | 16.604               | 209,3          | 79,3             |
|           | Cagayan       | Tuguegarao City | 1.124.773            | 9.002,0        | 124,9            |
|           | Isabela       | Ilagan City     | 1.489.645            | 10.409,6       | 143,1            |
|           | Nueva Vizcaya | Bayombong       | 421.355              | 3.903,9        | 107,9            |
|           | Quirino       | Cabarroguis     | 176.786              | 3.057,2        | 57,8             |

### Visoko urbanizirani grad
- Tuguegarao City, Cagayan

### Komponetni gradovi
- Cauayan City, Isabela
- Ilagan City, Isabela

### Nezavisni komponetni grad
- Santiago City, Isabela